# La figlia di Rappaccini
La figlia di Rappaccini (Rappaccini's Daughter) è un racconto breve di Nathaniel Hawthorne ambientato a Padova, tra i più importanti dello scrittore. Pubblicato per la prima volta nel 1844, entrò poi a far parte della raccolta Muschi da una vecchia canonica (1846).
La traduzione è qui tratta da I capolavori di Nathaniel Hawthorne a cura di Claudio Gorlier, Milano 1968 edita da Mursia.
Hawthorne attribuisce il racconto a M. de Aubépine, scrittore fittizio di Beatrice, ou la Belle Empoisoneuse. Hawthorne finge di tradurre il lavoro dello scrittore francese, e commentandolo in una breve introduzione si rammarica di «una radicata propensione all'allegoria» che strappa via «il calore umano alle sue narrazioni» che è per alcuni critici proprio il principale difetto di Hawthorne: «la inveterata debolezza che proviene dai personaggi al fine di esemplificare un tema» e facendolo «ben di rado fa credito alla propria capacità di suggerire un'idea: deve sottolineare e rendere tutto pesantemente esplicito». In La figlia di Rappaccini allegoria e suo svelamento sono rintracciabili nel brano in cui Giovanni vede il dottor Rappaccini al lavoro nel letale giardino in cui svolge i suoi esperimenti sui veleni:
Va in ogni caso tenuto presente che una parte della critica contemporanea ha visto l'allegoria hawthorniana come lo strumento con il quale egli indagò gli strati più profondi dell'animo umano, e non quindi come un mezzo retorico fine a sé stesso. Howard Phillips Lovecraft osservò poi che Hawthorne, benché esplorasse spesso il mondo fantastico per trarne un discorso morale, sapeva tuttavia descriverne gli orrori con la forza del genio.

## Trama
La storia è ambientata a Padova diversi anni prima della redazione. Giovanni giunge nella città per proseguire gli studi universitari, alloggiando in una vecchia casa nel cui giardino il dott. Rappaccini incrocia delle piante per produrre veleni, il tutto per aumentare le proprie conoscenze mediche. Il dott. Baglioni, amico di vecchia data del padre del giovane, lo avverte del pericolo di cadere vittima degli esperimenti del dottore, che non ha alcun riguardo per la vita umana ed è caro solamente alla figlia Beatrice. Giovanni ignora il consiglio di Baglioni e si invaghisce di Beatrice che, a differenza di tutti gli altri giovani che hanno tentato di sedurla, ricambia l'interesse per Giovanni.
Troppo tardi Giovanni si rende conto di essere il soggetto del nuovo esperimento del dott. Rappaccini: Beatrice, impregnata dei veleni che il padre le ha fatto assumere, avvelena con il suo solo respiro il giovane ad ogni incontro, fino a che egli subisce il suo medesimo destino, che lo costringe ad isolarsi dai suoi simili. Sperando in un antidoto preparato dal dott. Baglioni, lo somministra a Beatrice. Ma l'antidoto la porta alla morte. Baglioni avrà così la sua rivalsa sul celebre dottore, rovinando il suo esperimento e nel contempo uccidendone la figlia.

## Personaggi
- M. de Aubépine (scrittore fittizio)
- Giovanni Guasconti (protagonista)
- Lisabetta
- Dott. Rappaccini
- Beatrice Rappaccini
- Dott. Pietro Baglioni

## Edizioni italiane
- La figlia di Rappaccini, trad. di Enzo Giachino (1951), poi in Guido Davico Bonino (a cura di), Passione fatale. Venticinque racconti d'amore dell'Ottocento, Torino: Einaudi, 1999, pp. 146–182.
- I capolavori di Nathaniel Hawthorne, a cura di Claudio Gorlier, Mursia, Milano, 1968.
- La vergine dei veleni e altri racconti, trad. di Maria Pia Colasanti, Lucarini, Roma, 1987.
- La figlia di Rappaccin e altri racconti, trad. di Renata Barocas, Passigli, Firenze, 1991.
- Tutti i racconti, a cura di Sara Antonelli e Igina Tattoni, Donzelli, Roma, 2006; Feltrinelli, Milano, 2014.
- La figlia di Rappaccini, trad, di Renata Barocas, testo inglese a fronte, RCS MediaGroup, Milano, 2012.
- La Vergine dei veleni all'orto botanico di Padova, di Pietro Casetta https://www.pietrocasetta.it/pubblicazioni/i-luoghi-della-vergine-dei-veleni-di-nathaniel-hawthorne-allorto-botanico-di-padova

## Versioni cinematografiche
- L'esperimento del dott. Zagros (Nathaniel Hawthorne's Twice-Told Tales), film statunitense diretto nel 1963 dal regista Sidney Salkow e suddiviso in tre episodi tratti dalla narrativa di Hawthorne: L'esperimento del dott. Heidegger (uno dei Racconti narrati due volte), La figlia di Rappaccini e La casa dei sette abbaini. Protagonista di tutti e tre gli episodi è l'attore Vincent Price.